# Episodi di Casualty (dodicesima stagione)
La dodicesima stagione della serie televisiva Casualty è stata trasmessa in anteprima nel Regno Unito da BBC One tra l'11 settembre 1997 e il 28 febbraio 1998.
| nº | Titolo originale          | Titolo italiano | Prima TV UK       | Prima TV Italia |
| -- | ------------------------- | --------------- | ----------------- | --------------- |
| 1  | Give My Love to Esme      |                 | 11 settembre 1997 |                 |
| 2  | Private Lives             |                 | 13 settembre 1997 |                 |
| 3  | Nearest and Dearest       |                 | 20 settembre 1997 |                 |
| 4  | What Friends Are For      |                 | 27 settembre 1997 |                 |
| 5  | The Things We Do for Love |                 | 4 ottobre 1997    |                 |
| 6  | Counting the Cost         |                 | 11 ottobre 1997   |                 |
| 7  | Always on My Mind         |                 | 18 ottobre 1997   |                 |
| 8  | Finders Keepers           |                 | 25 ottobre 1997   |                 |
| 9  | Whatever It Takes         |                 | 1º novembre 1997  |                 |
| 10 | A Taste of Freedom        |                 | 8 novembre 1997   |                 |
| 11 | Bad Company               |                 | 15 novembre 1997  |                 |
| 12 | Moving On                 |                 | 22 novembre 1997  |                 |
| 13 | Power of Persuasion       |                 | 29 novembre 1997  |                 |
| 14 | Out of Control            |                 | 6 dicembre 1997   |                 |
| 15 | Love's Labour             |                 | 13 dicembre 1997  |                 |
| 16 | Facing Up                 |                 | 20 dicembre 1997  |                 |
| 17 | The Golden Hour           |                 | 27 dicembre 1997  |                 |
| 18 | An Eye for an Eye         |                 | 3 gennaio 1998    |                 |
| 19 | Loco Parentis             |                 | 10 gennaio 1998   |                 |
| 20 | Degrees of Separation     |                 | 17 gennaio 1998   |                 |
| 21 | Secrets                   |                 | 24 gennaio 1998   |                 |
| 22 | Love Me Tender            |                 | 31 gennaio 1998   |                 |
| 23 | Taking Sides              |                 | 7 febbraio 1998   |                 |
| 24 | We Can Be Heroes          |                 | 14 febbraio 1998  |                 |
| 25 | Everlasting Love (Part 1) |                 | 21 febbraio 1998  |                 |
| 26 | Everlasting Love (Part 2) |                 | 28 febbraio 1998  |                 |